# 劉世賞
劉世賞（1537年—？年），字功甫，號又川，四川重慶府巴縣人，明朝政治人物。

## 生平
劉世賞祖上四世皆為進士，曾祖劉春官至禮部尚書。世賞自年少作文即不同凡響，舉嘉靖四十年（1561年）辛酉科四川乡试第三名举人，隆慶二年（1568年）中式戊辰科三甲進士。授陕西西安府推官，五年（1571年）九月选授山东道試監察御史，六年六月升任山东按察司佥事、武德兵备，萬曆三年（1575年）十一月升轉貴州右參議，六年三月升广东副使，管理练兵兼督海防，八年七月改任广西副使，九年五月升浙江左参政，十二年二月升河南按察使，十四年正月升河南右布政使，十六年二月官至湖廣左布政使，卒于任。為官二十餘年，清慎如一。

## 家族
曾祖劉春，禮部尚書掌詹事府事 贈太子太保 諡文簡；祖劉彭年，都察院右副都御史 進階正議大夫；父劉起宗，按察司提學副使；前母李氏(贈孺人)；母柳氏（封孺人）。慈侍下。兄劉世曾（監察御史）；世箕，弟世選；世奇；世用；世科；世芳；世琛；世禎；世亨；世瞻；世揚。